# ბ
Bani (asomtavruli Ⴁ, nuskhuri ⴁ, mkhedruli ბ) es la segunda letra del alfabeto georgiano.
En el sistema de numeración georgiano tiene un valor de 2.
Bani representa comúnmente la oclusiva bilabial sonora /b/ como la pronunciación de B en "bueno".

## Letra
| asomtavruli | nuskhuri | mkhedruli |
| ----------- | -------- | --------- |
|             |          |           |

## Codificación digital
| asomtavruli | nuskhuri | mkhedruli |
| ----------- | -------- | --------- |
| U + 10A1    | U + 2D01 | U + 10D1  |

## Braille
| mkhedruli |
| --------- |
|           |